# Norman Ralph Augustine
Norman Ralph Augustine (Denver, 27 de julho de 1935) é um engenheiro estadunidense.
Serviu como Secretário do Exército dos Estados Unidos entre 1975 e 1977.

## Prêmios
- Medalha NASA por Serviço Público de Destaque, 1997
- Medalha Bem-Estar Público, 2006
- Medalha IRI, 2009
- Prêmio NAS de Engenharia Aeronáutica da Academia Nacional de Ciências dos Estados Unidos, 2010